# 寓話 (エル・グレコ)
『寓話』(ぐうわ、西: La fábula、英: The Fable) は、ギリシャ・クレタ島出身であるマニエリスム期のスペインの巨匠エル・グレコが1580年ごろ、キャンバス上に油彩で制作した寓意的主題の作品である。主題が非常に謎めいており、エル・グレコの作品の中でも異彩を放っている。他にも同主題のヴァージョンが2点あるが、本作はもっとも早く描かれたものである。かつてバレンシアのサン・フアン・デ・リベラ枢機卿のコレクションにあったこの作品は幾多の所有者を経たが、1993年に購入されて以来、マドリードのプラド美術館に所蔵されている。

## 背景

『ロウソクに火を灯す少年』(1571-1572年)　カポディモンテ美術館、ナポリ

「燃えかすに息を吹きかける人物」というモティーフは、16世紀ヴェネツィア派のヤコポ・バッサーノ一族のさまざまな絵画に登場する。エル・グレコもヴェネツィアに滞在していた時期にそれを目にしたに違いない。エル・グレコはヴェネツィア滞在後、ローマのファルネーゼ宮殿に寄寓していた時期に、このモティーフを独立した主題として『ロウソクに火を灯す少年』 (カポディモンテ美術館) を描いている。ヴェネツィアでそれほど重要視されていなかったこの主題は、ファルネーゼ宮殿の司書であったフルヴィオ・オルシーニを中心とする知識人サークルの中で、隠れた人文主義的意味合いを持つようになったと考えられる。
ルネサンス期には、古典の記述に基づいて、失われた古代の美術品を再現することが流行していた。ファルネーゼ家のサークルの古典主義は、エル・グレコの『ロウソクに火を灯す少年』 の主題選択に影響を及ぼした可能性があり、この作品は失われた古代の絵画を再構築する試みであったと思われる。『ロウソクに火を灯す少年』の原型は、紀元前4世紀に古代ギリシアの画家アペレスの好敵手であったアレクサンドリアのアンティフィロスが描いた『火を吹いている少年』に見出せるかもしれない。大プリニウスの『博物誌』の一節に書いてあるように、アンティフィロスの作品は、暗がりの中で少年の顔を照らす光の反射を正確に表すことで、光の効果を追求した重要な作品であった。

## 解説
本作の画面中央には、手にした燃えかすの炭に息を吹きかけ、もう一方の手に持ったロウソクに火をつけようとしている少年、または少女がいる。その左背後からは、鎖で繋がれた猿が首を出して火を眺めている。反対側の最前景には、赤い帽子を被った、おどけたような様子の髭面の男性が横向きで描かれている。火から放たれる光が少年、または少女の顔と右手の掌を白く照らし、猿と男性の顔をもぼんやりと浮かび上がらせている。
本作は、『ロウソクの火を灯す少年』の構図に成年の男性と猿を加えていることから、美術を「自然の猿真似」として示しているとも解釈しうるであろう。しかし、「男は火、女は麻くず、悪魔がやってきて息を吹きかける」というスペインの古い諺と本作との関連も指摘されている。この作品では一見したところ女性は登場しないが、男女の愛に関わる何らかの文学的出典に依拠しているとも考えられる。事実、「火を吹く」という行為には、性欲を掻き立てるという象徴的な意味合いがあり、また猿は伝統的に肉欲の奴隷、罪の象徴でもあった。中心人物の性別がはっきりしないことや、男性の意味ありげな笑いから、本作にこうした寓意を読み取ろうとする研究者もいる。
この作品は何かしらの暗喩を含んだ寓話か、戯画であるか、道徳的メッセージを持つものか、あるいは絵画についての考察であるのか、色と光の習作であるのかもしれない。そのすべてがありうる、謎の作品である。
なお、本作には他の2点のヴァージョンに加えて、様々な模写があるが、それらの模写は質の点からエル・グレコの作とは考えられない。本作は、他の2点のヴァージョンに比べ周囲が切断されているため若干サイズが小さい。制作時期としては最初に描かれたもので、色調が明るく、明度も高い。

## 同主題作

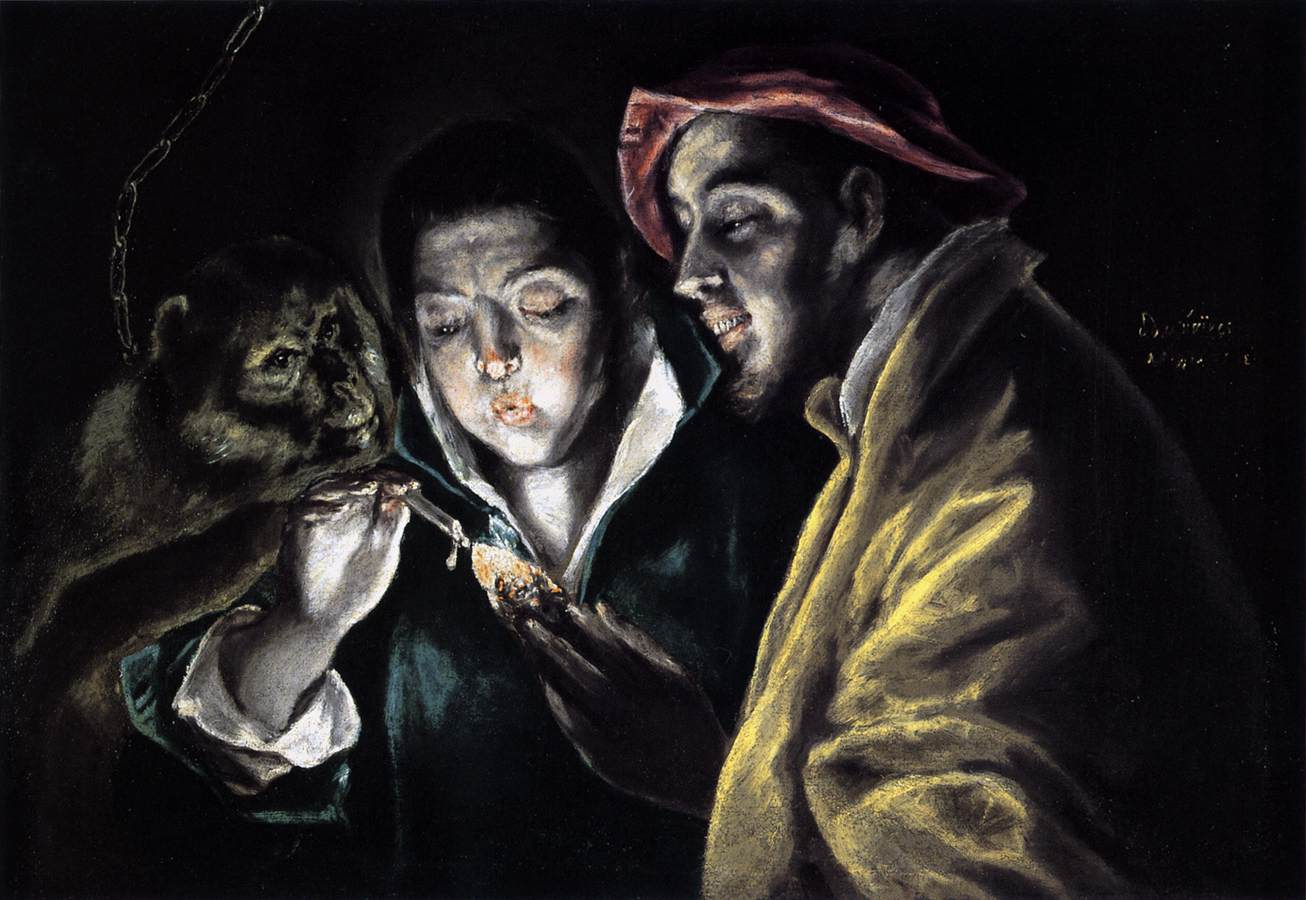
エル・グレコ『寓話』（1587-1597年ごろ）個人蔵
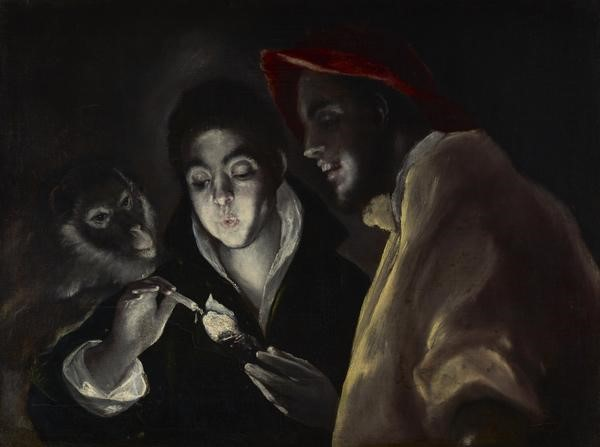
エル・グレコ『寓話』（1587-1597年ごろ）スコットランド国立美術館、エジンバラ